# Pinball Wizard
Pinball Wizard is een nummer van de Britse rockband The Who. Het nummer verscheen in 1969 op de rockopera Tommy, geschreven door songwriter-gitarist Pete Townshend. Het origineel verscheen op single in maart 1969.
De plaat werd wereldwijd een radiohit en bereikte in thuisland het Verenigd Koninkrijk de 4e positie in de UK Singles Chart en in Ierland de 14e. In Canada werd de 6e positie bereikt en in de Verenigde Staten de 19e positie in de Billboard Hot 100. In Nieuw-Zeeland werd de 8e positie bereikt en in Australië de 45e.
In Nederland werd de plaat veel gedraaid op Radio Veronica, Radio Noordzee Internationaal, Radio Caroline en Hilversum 3 en werd een radiohit. De plaat bereikte de 12e positie in zowel de Nederlandse Top 40 als de Hilversum 3 Top 30.
In België bereikte de plaat de 47e  positie in de Vlaamse Ultratop 50. In de Vlaamse Radio 2 Top 30 werd geen notering bereikt, aangezien deze hitlijst pas op zaterdag 30 mei 1970 van start ging.

## Verhaallijn
De songteksten zijn geschreven vanuit het perspectief van de lokale flipperkampioen, die wordt verslagen door de hoofdpersoon van de rockopera, Tommy Walker (de Pinball Wizard). Zo zong deze kampioen: “That deaf, dumb and blind kid sure plays a mean pinball” (- dat doofstomme en blinde jong speelt een gemeen spelletje op die flipperkast, maar is ook vertaalbaar als: Die doofstomme blinde jongen speelt een goed/sterk spel op de flipperkast, dat is de straattaal van toen). De doofstomme blinde flipperaar is paradoxaal, omdat iemand die doofstom en blind is niet kan flipperen. Daarom zingt hij verder: “He plays by intuition” (hij speelt op zijn intuïtie) en “Plays by sense of smell” (hij gebruikt zijn reukorgaan). Ten slotte zingt hij nog: “I thought I was the Bally table king, but I just handed my pinball crown to him” (- ik dacht dat ik de kampioen was op de machines van Bally, maar ik heb net mijn flipperkroon aan hem gegeven).

## Succes en niveau
Townshend, die al eerder controversiële uitspraken deed over zijn oeuvre, zei ooit: “Het is een van de slechtste nummers die ik ooit heb geschreven”. Desalniettemin werd het nummer een geweldig commercieel succes en ook een van de best herkende nummers uit de rockopera. Het nummer werd ook vanaf het begin een eindeloze concertfavoriet voor veel Who-fans, vanwege de geweldige popsound en herkenbaarheid.
Deze herkenbaarheid wordt veroorzaakt door de instrumentale opening, wat een muzikale weergave is van de mechanische flipperkast op een akoestische en elektrische gitaar. Het ritme van dat deel is een van de opera's leidmotieven, met gelijke patronen die aan het einde van de nummers Overture en I'm Free ook worden gespeeld (op een akoestische gitaar). Townshend zei ooit dat dit loopje was afgeleid van een van de werken van de Engelse barok-componist Henry Purcell.

## Plaats op het album
Pinball Wizard werd pas later aan het album Tommy toegevoegd. Eind 1968, begin 1969 namelijk, toen The Who een ruwe weergave speelde van hun nieuwe album voor criticus Nik Cohn, gaf deze een lauwe reactie. In navolging van deze gebeurtenis bediscussieerde Townshend als primaire songwriter het album met Cohn en concludeerde met hem dat, om de zware spirituele songs die de boventoon voerden (Townshend was namelijk geïnteresseerd geraakt in de Indiase avatara Meher Baba) te verlichten, hij zijn titelkarakter Tommy (doofstom en blind) goed moest laten zijn in een bepaald spel. Omdat Townshend wist dat Cohn een begerig fan was van flipperen en flipperkasten, suggereerde hij dat Tommy zou moeten kunnen flipperen. Later noemde Cohn Tommy een meesterstuk en Pinball Wizard werd vrijwel meteen geschreven en opgenomen.
Het nummer werd, samen met See Me, Feel Me (eveneens van Tommy), in een toen nieuw op te nemen medley gebruikt door de Britse easy-listeningpopgroep The New Seekers in 1973. Deze versie haalde nummer #16 in de Britse hitlijsten. Ook de Shadows hebben een medley van Pinball Wizard/See Me, Feel Me opgenomen.

## Hitnoteringen

### Nederlandse Top 40
| Pinball Wizard in de Nederlandse Top 40 - binnen 05-04-1969 | Pinball Wizard in de Nederlandse Top 40 - binnen 05-04-1969 | Pinball Wizard in de Nederlandse Top 40 - binnen 05-04-1969 | Pinball Wizard in de Nederlandse Top 40 - binnen 05-04-1969 | Pinball Wizard in de Nederlandse Top 40 - binnen 05-04-1969 | Pinball Wizard in de Nederlandse Top 40 - binnen 05-04-1969 | Pinball Wizard in de Nederlandse Top 40 - binnen 05-04-1969 | Pinball Wizard in de Nederlandse Top 40 - binnen 05-04-1969 | Pinball Wizard in de Nederlandse Top 40 - binnen 05-04-1969 |
| Week                                                        | 1                                                           | 2                                                           | 3                                                           | 4                                                           | 5                                                           | 6                                                           | 7                                                           |                                                             |
| ----------------------------------------------------------- | ----------------------------------------------------------- | ----------------------------------------------------------- | ----------------------------------------------------------- | ----------------------------------------------------------- | ----------------------------------------------------------- | ----------------------------------------------------------- | ----------------------------------------------------------- | ----------------------------------------------------------- |
| Nummer                                                      | 35                                                          | 22                                                          | 18                                                          | 13                                                          | 12                                                          | 16                                                          | 24                                                          | uit                                                         |

### NPO Radio 2 Top 2000
| Nummer met noteringen in de NPO Radio 2 Top 2000 | '99 | '00 | '01 | '02 | '03 | '04 | '05 | '06 | '07 | '08 | '09 | '10 | '11 | '12 | '13 | '14 | '15 | '16 | '17 | '18  | '19 | '20  | '21  | '22  | '23  | '24  |
| ------------------------------------------------ | --- | --- | --- | --- | --- | --- | --- | --- | --- | --- | --- | --- | --- | --- | --- | --- | --- | --- | --- | ---- | --- | ---- | ---- | ---- | ---- | ---- |
| Pinball Wizard                                   | 375 | 445 | 309 | 389 | 419 | 576 | 451 | 577 | 793 | 550 | 383 | 403 | 451 | 415 | 410 | 458 | 526 | 589 | 647 | 1060 | 912 | 1126 | 1154 | 1186 | 1229 | 1274 |

1. ↑  Een vetgedrukt getal geeft de hoogste notering aan.

## Cover
Het nummer werd door Elton John gecoverd in Ken Russells filmversie van Tommy uit 1975. In deze film speelde hij namelijk de Pinball Champion in hoogsteigen persoon (een rol die John eerst weigerde maar uiteindelijk toch aannam). Deze versie van het nummer werd een jaar later ook op single uitgegeven en bereikte plaats #7 in het Verenigd Koninkrijk (dit is de enige The Who-cover die dit bereikt heeft). In plaats van de akoestische gitaar gebruikt Elton John echter zijn vertrouwde piano (in een hogere toonsoort) en er is een extra stuk tekst aan het nummer toegevoegd, wat Townshend speciaal voor de film had geschreven. Elton is de enige artiest in die film wiens eigen bandleden ook in die film verschenen. Verder is er een kort stukje uit The Who's eerste successingle I Can't Explain te horen. John gebruikte het nummer overigens ook in zijn Las Vegas Red Piano Show en op zijn tournee. Het nummer werd in 2006 ook gespeeld door de band Tenacious D.